# Émile Charbonneaux
Pour les articles homonymes, voir Charbonneaux.
Émile Charbonneaux né à Reims (Marne) le 27 avril 1863, mort dans la même ville le 28 juillet 1947 est maître de verreries (1905) et dirigeant des Verreries Charbonneaux à Reims.

## Biographie
Émile Charbonneaux né à Reims (Marne) le 27 avril 1863, est le fils de Firmin Alphonse Charbonneaux, maître de verreries (1830-1899) et de Amélie Léonie Devivaise (1841-1876). Il épouse à Reims, en 1862, Marguerite Henrot (1873-1955) avec qui il eut trois filles.
Emile Charbonneaux, fils de Firmin et neveu de Pol, dirigea la Verrerie Charbonneaux à partir de 1905. Il la modernisa et porta la partie industrielle à 50 000 m2 avec 1 198 employés.
Pendant la Première Guerre mondiale, la ville de Reims était assiégée. Emile Charbonneaux était adjoint au maire, chargé du ravitaillement.
De 1935 à 1937, Emile Charbonneaux est président de la Société des amis du vieux Reims.
Il fut président d'honneur de la Chambre de commerce de Reims.
Il décède le 28 juillet 1947 à Reims, à l'âge de 84 ans, et repose dans le canton 1 du Cimetière du Nord de Reims.

## Décoration
- Chevalier de la légion d’honneur (1939).